# Lakhdaria
Lakhdaria (arabisch الأخضرية; Zentralatlas-Tamazight ⵍⴻⵅⴹⴰⵔⴻⵢⵢⴰ Lexḍareyya) ist eine nordalgerische Stadt mit ca. 50.000 Einwohnern und Hauptort einer aus mehreren Dörfern bestehenden Gemeinde (commune) mit insgesamt ca. 70.000 Einwohnern in der Provinz Bouira. Lakhdaria ist eine bedeutende Stadt in der Kabylei.

## Toponym
Der Ort hieß seit seiner Gründung im Jahr 1869 Palestro und wurde nach der Unabhängigkeit Algeriens (1962) nach einem gefallenen Freiheitskämpfer, der den Kriegsnamen Si Lakhdar trug, umbenannt.

## Lage und Klima
Die Stadt Lakhdaria befindet sich in einem vom Oued Isser durchflossenen Tal der Berge des Tell-Atlas in einer Höhe von ca. 150 bis 180 m. Die Stadt verfügt über einen Autobahnanschluss und einen Bahnhof an den Strecken zur ca. 70 km nordwestlich gelegenen Hauptstatsdt Algier. Das Klima ist überwiegend gemäßigt bis warm; der für algerische Verhältnisse reichliche Regen (ca. 710 mm/Jahr) fällt hauptsächlich im Winterhalbjahr.

## Bevölkerung
| Jahr      | 1966  | 1987  | 1998   | 2008   |
| --------- | ----- | ----- | ------ | ------ |
| Einwohner | k. A. | k. A. | 37.770 | 42.886 |

Seit den 1960er Jahren erlebt Lakhdaria eine starke Zuwanderung von Familien aus den ländlichen Regionen Algeriens.

## Wirtschaft
Die Landwirtschaft der Umgebung ist hauptsächlich durch Getreide- und Ölproduktion geprägt; die immer noch betriebene Viehzucht spielt sich zumeist in Ställen ab. In der Stadt selbst haben sich Händler, Handwerker und Dienstleister aller Art niedergelassen.

## Geschichte
Es gibt Kleinfunde aus prähistorischer und römischer Zeit, aus denen jedoch nicht auf eine dauerhafte Besiedlung geschlossen werden kann. Unter der Herrschaft der Osmanen (ab 1554) war der von Berbern bewohnte Ort ein befestigter Vorposten der Armee. Von 1830 bis 1962 war Palestro Teil der französischen Kolonie Algerien. In den Jahren 1992 bis 2000 war Lakhdaria Schauplatz mehrerer Attentate der Groupe Islamique Armé.

## Sehenswürdigkeiten
Die schnell wachsende Stadt verfügt über keine historisch oder kulturell bedeutsame Sehenswürdigkeiten.